# أسطورة زورو (أنمي)
أسطورة زورو (باليابانية: 快傑ゾロ، بالروماجي: Kaiketsu Zoro) هو مسلسل رسوم متحركة ياباني (أنيمي) بانتاج مشترك إيطالي ياباني مكون من 52 حلقة عرض عام 1996 ومدة الحلقة نصف ساعة.
دبلج في أواخر التسعينات للعربية من قبل استوديوهات شمرا في سوريا بأداء فراس إبراهيم لشخصية البطل، لكن ظهرت دبلجة ثانية في 2009 لبعض حلقات المسلسل جمعت في شكل فيلم من ستوديو تايغر برودكشن بأداء عدة ممثلين شاركوا سابقا مع ستوديو الزهرة، وأدى مروان فرحات الدور الرئيسي.

## القصة
تبدأ القصة بعودة الشاب دون دييغو من إسبانيا حيث ذهب للدراسة، حينما عاد دييغو إلى قريته التي كانت محتلة من قبل الأسبان الظالمين، قام بابتكار شخصية زورو حتى يواجه المحتلين دون أن يتعرف عليه أحد، ويقوم دييغو باصطناع الكسل والغباء حتى لا يعرف أحد أنه زورو، فتبدأ المواجهات بين زورو والمحتلين الأسبان.

## الشخصيات
- دون دييغو/ زورو: بطل المسلسل، حينما يكون في شخصية دييغو فهو يتصنع الكسل والغباء حتى لا يشتبه فيه أحد أنه زورو، وهو خطيب لوليتا ويحبها ولكنها ترفض شخصًا غبيًا وكسولاً مثله، وهي معجبة بزورو وتتمنى أن لا تتزوجه، ولا تعرف أن زورو هو نفسه دييغو ويبلغ من العمر 18 سنة.
- لوليتا: خطيبة دييغو، ترفض الاحتلال وتبغض كل المحتلين ودائمًا ما توقع أنفسها في مشاكل بسبب هذا، لكن الضابط جابرييل يساعدها ويتودد لها حتى تتزوجه وفي أحيان أخرى يحاول إجبارها ولكنها ترفض الزواج من أحد المحتلين تبلغ من العمر 17 سنة.
- بيرنارد/ زورو الصغير: طفل يتيم يعيش مع أسرة فيغا (أسرة دييغو)، اكتشف حقيقة زورو فاختاره زورو مساعدًا له يقوم ببعض المهام ويبلغ من العمر 8 سنوات.
- الضابط ريموند: ضابط الجنود الأسبان في القرية.[3] من أبرز الشخصيات الشريرة.
- الملازم جابرييل: يحب لوليتا ويريد الزواج بها ولكنها ترفض.
- الرقيب جونزالس: شخص طيب وغبي جدًا، دائمًا ما يساعد زورو ولكنه يقصد، أكثر شيء يحبه هو الأكل.
- فينتو: حصان زورو الذي يخبأه داخل كهف.
- ماريا: خادمة تعمل في بيت دييغو، دائمًا ما تغضب من دييغو لكسله.

## مؤدو الأصوات

### النسخة اليابانية
- دييغو/ زورو : توشيهيكو سيكي [4]
- لوليتا : ماريا كاوامورا
- بيرنارد/ زورو الصغير : ريكا ماتسموتو
- الضابط ريموند : جوروتا كوسوغي
- الملازم جابرييل : كينيو هوريوتشي
- الرقيب جونزالس : كوزو شيويا

### الدبلجة العربية
النسخة الأولى: دبلجت هذه النسخة أواخر التسعينات في سوريا وغطت جميع الحلقات.
الأداء الصوتي:
- زورو: فراس إبراهيم.
- لوليتا: نسيمة ضاهر.
- الضابط ريموند: هشام كفارنة.
- الملازم جابريل : موفق الأحمد.
- والدة: لوليتا: فاطمة سعد.
- برنارد: ملك مرقدة.

النسخة الثانية: بعض الحلقات أعيد دبلجتها للعربية عبر تايغر برودكشن في 2009 في سوريا على شكل فيلم، مع إضافة أغنية مقدمة معربة، مع العلم أن الدبلجة الأولى تركت الموسيقى التصويية للأغنية الأصلية دون كلمات. والحلقات التي تم دمجها هي 1-2-15-51-52 مع اختزال عدة مشاهد مثل آخر معركة مع رايموند.
الأداء الصوتي:
- أغنية المقدمة: شادي علي
- زورو - مروان فرحات
- برنارد - ملك مرقدة
- لوليتا - آمال سعد الدين
- الضابط ريموند: محمد مصطفى.

## حلقات المسلسل
| رقم الحلقة        | تاريخ العرض الأول | الاسم بالعربية              | الاسم بالإنجليزية                                | الاسم باليابانية           |
| ----------------- | ----------------- | --------------------------- | ------------------------------------------------ | -------------------------- |
| الأولى            | 5/4/1996          | زورو القادم من البعيد       | The symbol of justice is "Z"!                    | 正義のサインは“Z”          |
| الثانية           | 19/4/1996         | كشف حقيقة زورو              | Here comes little Zorro!                         | リトル・ゾロ登場           |
| الثالثة           | 26/4/1996         | اختطاف لوليتا               | Gabriel, the plotter                             | ガブリエルの陰謀           |
| الرابعة           | 10/5/1996         | لا تتهور يا صديقي           | Wake up my friend                                | 友よ、目をさませ           |
| الخامسة           | 17/5/1996         | روابط الدم                  | Father's Secret                                  | かくされた父の秘密         |
| السادسة           | 24/5/1996         | الجوهرة الحمراء             | A trap with a red jewel                          | 赤い宝石の罠               |
| السابعة           | 31/5/1996         | المحتالون                   | An heiress to property                           | ねらわれた遺産             |
| الثامنة           | 7/6/1996          | القيثارة القاتلة            | A guitar to kill                                 | 殺しのフラメンコ・ギター   |
| التاسعة           | 14/6/1996         | الحلم المستحيل              | Let's find the pirate treasure!                  | 海賊の宝をさがせ           |
| العاشرة           | 21/6/1996         | دييغو الشبح                 | Diego has become a ghost                         | 幽霊になったディエゴ       |
| الحادية عشر       | 28/6/1996         | مغامرة زورو الصغير          | The adventure of little Zorro                    | リトル・ゾロの大冒険       |
| الثانية عشر       | 5/7/1996          | فيغارو الكلب المتشرد        | Figaro, the stray dog                            | 迷犬フィガロの初手柄       |
| الثالثة عشر       | 12/7/1996         | برنارد المنقذ               | Little Zorror at full blast                      | 大活躍!リトル騎士          |
| الرابعة عشر       | 19/7/1996         | عربة في خطر                 | The stagecouch is in danger!                     | 危険な駅馬車               |
| الخامسة عشر       | 26/7/1996         | من أجل لوليتا               | Lolita's kiss                                    | ロリタのキスは誰のもの?    |
| السادسة عشر       | 2/8/1996          | السيف الياباني              | The sword for Japan                              | ジパングの宝刀             |
| السابعة عشر       | 9/8/1996          | مساعدة زورو                 | Zorro is cornered!                               | 追いつめられたゾロ         |
| الثامنة عشر       | 16/8/1996         | دييغو المحقق الذكي          | Diego, the clever detective                      | 名探偵ディエゴ             |
| التاسعة عشر       | 23/8/1996         | بيت الخدع                   | A house of tricky devices                        | 恐怖のカラクリ館           |
| العشرون           | 30/8/1996         | الولد الذي كره زورو         | The boy who seeks vengence on Zorro              | ゾロに復讐する少年         |
| الحادية والعشرون  | 6/9/1996          | أجنحة الأحلام               | Fly, the wings of dreams!                        | 飛べ!夢の翼                |
| الثانية والعشرون  | 13/9/1996         | اللص غونزالس                | Gonzales, the thief                              | オレは泥棒じゃない!        |
| الثالثة والعشرون  | 20/9/1996         | العروس فتاة إسبانية         | The bride is a spanish girl                      | スペインからきた花嫁       |
| الرابعة والعشرون  | 27/9/1996         | ريموند عدو الشعب            | Raymond, the enemy of the people                 | 民衆の敵レイモン!          |
| الخامسة والعشرون  | 4/10/1996         | المهرج الباكي               | The clown in tears                               | ピエロの涙                 |
| السادسة والعشرون  | 11/10/1996        | بيبيتا الكاذبة              | Pepita, the liar                                 | 嘘つき少女ペピータ         |
| السابعة والعشرون  | 18/10/1996        | السيدة المدللة وزورو الصغير | Romping madam and the little Zorro               | おてんば奥様とリトル・ゾロ |
| الثامنة والعشرون  | 25/10/1996        | مملكة الذهب                 | Haunted ruins                                    | 呪われた遺跡               |
| التاسعة والعشرون  | 15/11/1996        | الموناليزا تبكي             | Mona Lisa is crying                              | モナリザは泣いている       |
| الثلاثون          | 22/11/1996        | صديقة غونزاليس              | Gonzales in love                                 | 初恋しました!ゴンザレス    |
| الحادية والثلاثون | 6/12/1996         | الشركة الجنوبية الشريرة     | Wicked design of the South India trading company | 南インド貿易の悪だくみ     |
| الثانية والثلاثون | 13/12/1996        | الطبيب المخبول              | The doctor is a drunkard                         | 酔いどれ医者のメス         |
| الثالثة والثلاثون | 20/12/1996        | ابن الدوق                   | A terrible wooer                                 | とんだ貴公子               |
| الرابعة والثلاثون | 27/12/1996        | الأمر بقتل زورو             | The order to kill Zorro                          | ゾロ暗殺指令               |
| الخامسة والثلاثون | 10/1/1997         | غونزاليس يحب مرة أخرى!      | Gonzales in love again                           | こりずに恋したゴンザレス   |
| السادسة والثلاثون | 17/1/1997         | زورو اللغز الصعب            | Zorro was unmasked at last!                      | ついにバレた!ゾロの正体!?  |
| السابعة والثلاثون | 24/1/1997         | دييغو ينضم إلى العصابة      | Diego has become a rascal                        | ディエゴがグレた!?         |
| الثامنة والثلاثون | 31/1/1997         | السيدة المخترعة             | Lady inventor at full blast                      | 謎の発明オバサン登場!      |
| التاسعة والثلاثون | 7/2/1997          | معركة في العاصفة            | The battle in the storm                          | 嵐の中の戦い               |
| الأربعون          | 14/2/1997         | سيدتي الجميلة ز ور و        | My fair lady Zorro                               | 偽ゾロは女剣士             |
| الحادية والأربعون | 21/2/1997         | احضري بندقيتك يا لوليتا     | Lolita, get your gun!                            | ロリタよ銃を取れ!          |
| الثانية والأربعون | 28/2/1997         | مصيدة فن النينجا            | Trap by Ninja magic                              | ニンジャ・マジックの罠     |
| الثالثة والأربعون | ----/--/--        | الحسناء والوحش              | Beauty and monster                               | 怪物があらわれた!?         |
| الرابعة والأربعون | ----/--/--        | تمرد غابرييل                | Gabriel's rebellion                              | ガブリエルの謀反           |
| الخامسة والأربعون | ----/--/--        | الغابة الأسطورية            | The legend of the divine wood                    | 神の森の伝説               |
| السادسة والأربعون | ----/--/--        | قطع رأس زورو                | Zorro's head is cut off                          | ゾロの首飛んだ!            |
| السابعة والأربعون | 7/3/1997          | خطف الحاكم العام            | Governor-general kidnapped                       | 総督誘拐大作戦             |
| الثامنة والأربعون | ----/--/--        | خبير القوس والنشاب          | A righteous military officer                     | 正義の軍人ブラシド         |
| التاسعة والأربعون | ----/--/--        | المدفع المدمر               | Farewell to the army                             | さらば軍よ                 |
| الخمسون           | 14/3/1997         | تدمير المدفع                | Blast off the demonic cannons!                   | 悪魔の大砲を壊せ!          |
| الحادية والخمسون  | 21/3/1997         | ريموند بداية الانهيار       | Raymond: a prelude to the collapse               | レイモン・崩壊への序曲     |
| الثانية والخمسون  | 28/3/1997         | زورو سيف العدالة            | The sword of justice forever                     | 正義の剣は永遠に           |

## وصلات خارجية
- أسطورة زورو على موقع IMDb (الإنجليزية)
- أسطورة زورو على موقع كينوبويسك (الروسية)
- أسطورة زورو على موقع ألو سيني (الفرنسية)
- أسطورة زورو على موقع قاعدة بيانات الفيلم (الإنجليزية)
- أسطورة زورو على موقع ANN anime (الإنجليزية)